# Чотири милі
Чотири милі (англ. Four Mile Lagoon) — природне, тропічне та стічне озеро в окрузі Коросаль, що в Белізі. Довжина до 4 км, а ширина до 1 км, і розкинуло свої плеса на висоті до 10 метрів. Знаходиться майже на узбережжі Карибського моря, зокрема неподалік його затоки-бухти Четумаль, куди впадає річка Ріо-Ондо (Río Hondo), з яку вливається озеро.
Довкола озера лісові зарослі тропічного лісу та сільськогосподарські угіддя. Найближчі поселення: Чан Чен (Chan Chen) — в 2 кілометрах на південь і Санта-Елена (Santa Elena) — в 1 кілометрі на захід.